# F-Spot
F-Spot és una eina de gestió i retoc d'imatges per a l'escriptori GNOME, compatible amb els formats gràfics més importants com el JPEG, PNG, TIFF, DNG, GIF, SVG, RAW, PEF…
F-Spot permet importar imatges des del disc dur de l'ordinador, des de la càmera de fotos, i fins i tot des del Firefox o el Thunderbird. Si les fotos importades són d'un mateix esdeveniment, el programa pot crear una etiqueta per a aquestes fotos (se'n poden crear tantes com se'n necessitin) per tal d'identificar-les, fins i tot és capaç de detectar si ja n'hi ha presents a la base de dades còpies de les imatges importades per tal de no fer duplicats d'aquestes imatges.
Una de les característiques més avantatjoses de què disposa el programa és que quan s'editen les fotos es crea una còpia nova, de manera que l'original no és alterada. Després de la primera edició d'una fotografia, les edicions posteriors modificaran la mateixa versió, encara que si es vol, es poden crear múltiples versions de la foto per tal de crear diferents edicions.

## Opcions
- Pot retallar les imatges seleccionant qualsevol part de la instantània.
- Incorpora una opció per eliminar els ulls vermells.
- Permet ajustar la brillantor dels i el nivell dels colors per fer una imatge més equilibrada.
- Incorpora la visualització d'imatges mitjançant una projecció.
- Conversió del color de les imatges en tons sèpies.
- Millora de la nitidesa d'una regió de la imatge, o de la imatge sencera.
- Permet modificar la informació de la data d'una o diverses imatges al mateix temps.
- Possibilitat d'afegir noves funcions a l'aplicació.
- Ofereix una integració completa amb llocs webs com ara Flickr o Picasa.
- Es poden crear CDs de les fotos.